# Henry M. Jackson Wilderness
Henry M. Jackson Wilderness est une zone restée à l'état sauvage et protégée situé dans l'État de Washington, aux États-Unis. Cette aire se situe dans la région de la Chaîne des Cascades. Elle s'étend sur 415,5 km2, et a été créée en 1984.

## Géographie

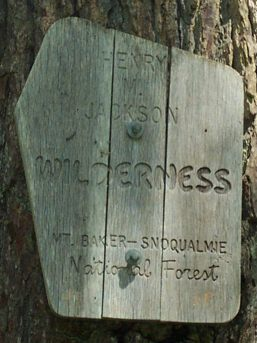
Pancarte dans le Henry M. Jackson Wilderness

Henry M. Jackson a une superficie de 419,75 km2, dont 306,86 km2 sont dans la Forêt nationale du Mont Baker-Snoqualmie et 111,16 km2 sant dans la forêt nationale de Wenatchee. Il partage ses limites avec deux autres réserves, Glacier Peak Wilderness au nord et Wild Sky Wilderness au sud-ouest.